# Matthieu Delaporte
Matthieu Delaporte (Parigi, 2 settembre 1971) è uno sceneggiatore, drammaturgo e regista francese.

## Filmografia

### Sceneggiatore

#### Cinema
- Les Parrains, regia di Frédéric Forestier (2005)
- La giungla a Parigi (La Jungle), regia di Matthieu Delaporte (2006)
- Renaissance, regia di Christian Volckman (2006)
- RTT, regia di Frédéric Berthe (2009)
- L'immortale (L'Immortel), regia di Richard Berry (2010)
- The Prodigies, regia di Antoine Charreyron (2011)
- Il était une fois, une fois, regia di Christian Merret-Palmair (2012)
- Cena tra amici (Le Prénom), regia di Alexandre de La Patellière e Matthieu Delaporte (2012)
- Un perfetto sconosciuto (Un illustre inconnu), regia di Matthieu Delaporte (2014)
- Papa ou Maman, regia di Martin Bourboulon (2015)
- Papa ou Maman 2, regia di Martin Bourboulon (2016)
- Il meglio deve ancora venire (Le meilleur reste à venir), regia di Alexandre de La Patellière e Matthieu Delaporte (2019)
- Volami via (Envole-moi), regia di Christophe Barratier (2021)
- I tre moschettieri - D'Artagnan (Les Trois Mousquetaires: D'Artagnan), regia di Martin Bourboulon (2023)
- I tre moschettieri - Milady (Les trois mousquetaires: Milady), regia di Martin Bourboulon (2023)
- Il conte di Montecristo (Le Comte de Monte-Cristo), regia di Alexandre de La Patellière e Matthieu Delaporte (2024)

#### Televisione
- Skyland – serie TV animata (2006) - creatore
- Il piccolo principe (Le Petit Prince) – serie TV animata, episodio 1x32 (2012)

### Regista
- La giungla a Parigi (La Jungle) (2006)
- Cena tra amici (Le Prénom), co-diretto con Alexandre de La Patellière (2012)
- Un perfetto sconosciuto (Un illustre inconnu) (2014)
- Il meglio deve ancora venire (Le meilleur reste à venir), co-diretto con Alexandre de La Patellière (2019)
- Il conte di Montecristo (Le Comte de Monte-Cristo), co-diretto con Alexandre de La Patellière (2024)

### Produttore
- Volami via (Envole-moi), regia di Christophe Barratier (2021)

## Opere teatrali
- Le Prénom, con Alexandre de La Patellière (2010)
- Un dîner d'adieu, con Alexandre de La Patellière (2014)
- Tout ce que vous voulez, con Alexandre de La Patellière (2016)
- Par le bout du nez, con Alexandre de La Patellière (2020)

## Premi e riconoscimenti
- Premio Molière
  - 2011 – Candidatura al miglior autore vivente per Le Prénom
- Premio César
  - 2013 – Candidatura al miglior adattamento per Cena tra amici